# Ligne T19 du métro de Stockholm
La ligne T19 est une ligne du métro de Stockholm, en Suède.
Elle comporte 35 stations. Il s'agit de l'une des branches de la ligne verte, avec les lignes T17 et T18.

## Tracé et stations

### Liste des stations
| Station          | Correspondance               | Inauguration |
| ---------------- | ---------------------------- | ------------ |
| Hässelby Strand  |                              | 1958         |
| Hässelby Gård    |                              | 1958         |
| Johannelund      |                              | 1956         |
| Vällingby        |                              | 1952         |
| Råcksta          |                              | 1952         |
| Blackeberg       |                              | 1952         |
| Islandstorget    |                              | 1952         |
| Ängbyplan        |                              | 1952         |
| Åkeshov          | T17                          | 1952         |
| Brommaplan       | T17                          | 1952         |
| Abrahamsberg     | T17                          | 1952         |
| Stora Mossen     | T17                          | 1952         |
| Alvik            | T18                          | 1952         |
| Kristineberg     | T17, T18                     | 1952         |
| Thorildsplan     | T17, T18                     | 1952         |
| Fridhemsplan     | T10, T11, T17, T18           | 1952         |
| Sankt Eriksplan  | T17, T18                     | 1952         |
| Odenplan         | T17, T18                     | 1952         |
| Rådmansgatan     | T17, T18                     | 1952         |
| Hötorget         | T17, T18                     | 1952         |
| T-Centralen      | T10, T11, T13, T14, T17, T18 | 1957         |
| Gamla stan       | T13, T14, T17, T18           | 1957         |
| Slussen          | T13, T14, T17, T18           | 1950         |
| Medborgarplatsen | T17, T18                     | 1950         |
| Skanstull        | T17, T18                     | 1950         |
| Gullmarsplan     | T17, T18                     | 1950         |
| Globen           |                              | 1951         |
| Enskede gård     |                              | 1951         |
| Sockenplan       |                              | 1951         |
| Svedmyra         |                              | 1951         |
| Stureby          |                              | 1951         |
| Bandhagen        |                              | 1954         |
| Högdalen         |                              | 1954         |
| Rågsved          |                              | 1959         |
| Hagsätra         |                              | 1960         |

## Exploitation
La ligne est exploitée par Storstockholms Lokaltrafik, l'autorité organisatrice des transports publics de Stockholm.